# U-Bahnhof Trabrennbahn
Der U-Bahnhof Trabrennbahn ist eine Haltestelle der Hamburger U-Bahn im Stadtteil Farmsen-Berne. Das Kürzel der Station bei der Betreiber-Gesellschaft Hamburger Hochbahn lautet „TR“. Der U-Bahnhof hat täglich 8.246 Ein- und Aussteiger (Mo–Fr, 2019).

## Aufbau und Lage

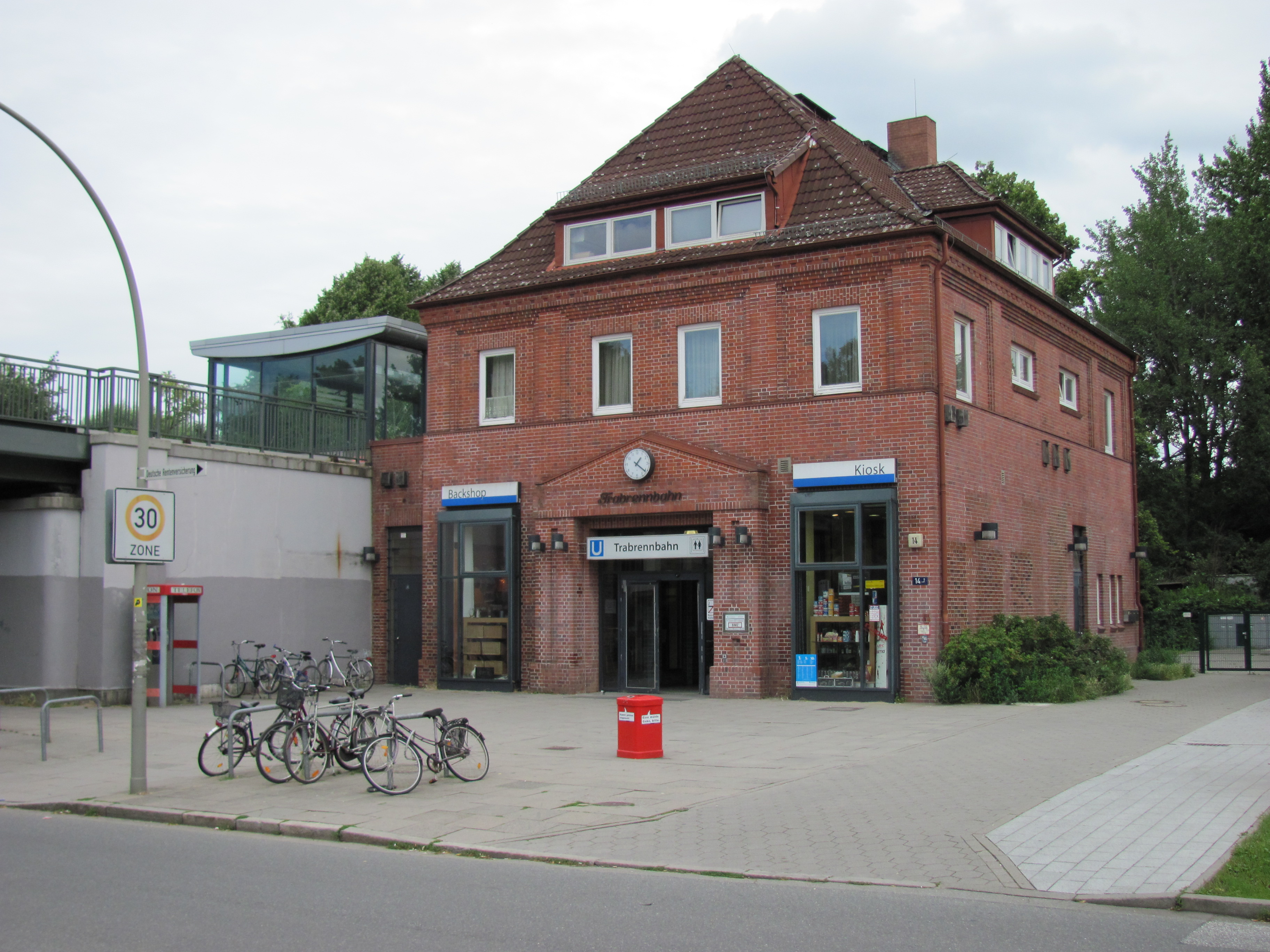
Zugangsgebäude, Entwurf: Eugen Göbel

Die Haltestelle Trabrennbahn verfügt über einen etwa 120 Meter langen Mittelbahnsteig in Dammlage. Dessen Zugänge befinden sich an der Westseite. Treppe und Aufzug führen hier in ein Zugangsgebäude an der Straße Traberweg, die in diesem Bereich etwa im rechten Winkel von der U-Bahn-Trasse gekreuzt wird.

## Geschichte
Die Station wurde bereits mit dem Bau der sogenannten Walddörferbahn zwischen 1912 und 1914 errichtet. Da die Umgebung aber damals weitgehend unbebaut war, fuhren die Züge zunächst ohne Halt durch. Erst zu einem Pferderennen auf der namengebenden Trabrennbahn Farmsen im Jahr 1924 wurde die Haltestelle zur Benutzung freigegeben. Anschließend diente sie vornehmlich als Bedarfshalt bei Veranstaltungen. In dieser Zeit wurde nordöstlich der Station noch eine mehrgleisige Kehranlage gebaut, die es bis 1971 gab. 1933 wurde Trabrennbahn dauerhaft zu einem regulären Halt.
In der Nachkriegszeit wurde die Umgebung des Bahnhofs dichter besiedelt. Gleichzeitig sank die Auslastung der Trabrennbahn. 1976 fand das letzte Pferderennen auf dem Areal statt, das schließlich Anfang der 1990er Jahre mit Wohnungen bebaut wurde. Die einzige Trabrennbahn Hamburgs befindet sich nunmehr in Bahrenfeld. Überlegungen, den Namen des U-Bahnhofs in Farmsen-Berne aus diesem Grund zu ändern, wurden nie umgesetzt. Gleichwohl gab es ab 2001 eine umfassende Erneuerung der baulichen Anlagen. Der Bahnsteig wurde erneuert, sein Dach völlig neu gebaut, ebenso der Zugang zum gleichfalls umfassend renovierten Bahnhofsgebäude. Im Rahmen dieser Bauarbeiten erhielt die Haltestelle Trabrennbahn auch einen Aufzug, die Haltestelle ist damit barrierefrei zugänglich.
| Linie | Verlauf |
| ----- | --- |
| U 1   | Norderstedt Mitte – Richtweg – Garstedt – Ochsenzoll – Kiwittsmoor – Langenhorn Nord – Langenhorn Markt – Fuhlsbüttel Nord – Fuhlsbüttel – Klein Borstel – Ohlsdorf – Sengelmannstraße (City Nord) – Alsterdorf – Lattenkamp (Sporthalle) – Hudtwalckerstraße – Kellinghusenstraße – Klosterstern – Hallerstraße – Stephansplatz (Oper/CCH) – Jungfernstieg – Meßberg – Steinstraße – Hauptbahnhof Süd – Lohmühlenstraße – Lübecker Straße – Wartenau – Ritterstraße – Wandsbeker Chaussee – Wandsbek Markt – Straßburger Straße – Alter Teichweg – Wandsbek-Gartenstadt – Trabrennbahn – Farmsen – Oldenfelde – Berne – Meiendorfer Weg – Volksdorf / Streckenast Ohlstedt – Buckhorn – Hoisbüttel – Ohlstedt \ Streckenast Großhansdorf – Buchenkamp – Ahrensburg West – Ahrensburg Ost – Schmalenbeck – Kiekut – Großhansdorf |